# Pagrasana bermejona
Pagrasana bermejona är en fjärilsart som beskrevs av William Schaus 1939. Pagrasana bermejona ingår i släktet Pagrasana och familjen tandspinnare. Inga underarter finns listade i Catalogue of Life.